# Jaroslav Skála (fotograf)
Jaroslav Skála (14. listopadu 1926 Ústí nad Labem – 19. září 2010 Praha) byl český fotograf. Vyučil se v ateliéru Arna Paříka v Praze a absolvoval Pokračovací grafickou školu. Potom se víceméně živil sám, převážně reklamními snímky pro cirkus Apollo.

## Život a dílo
Roku 1948 narukoval na Hlavní správu výchovy a osvěty, kde portrétoval ministra obrany Alexeje Čepičku.
V roce 1950 nastoupil do časopisu Ruch, kterému o tři roky později změnil jméno na Stadión, jemu zůstal Skála jako vedoucí fotoreportér věrný až do roku 1988, kdy odešel do důchodu. Vedle něho se vystřídala řada předních sportovních fotografů (Josef Pilmann, Antonín Bahenský, Dalibor Richter, Jiří Pekárek, Jiří Koliš).
V letech 1969–1976 předsedal Klubu českých fotoreportérů, v roce 1970 založil pravidelnou každoroční přehlídku – 100 nejlepších sportovních fotografií roku. V roce 2007 se dočkal výstavy v Národním muzeu. Spolu s ním své snímky vystavilo dalších šest fotoreportérů, kteří od 60. let 20. století určovali směr české sportovní fotografie.
Byl ženatý, měl dceru a dva vnuky.